# 肉荚草属
肉荚草属（学名：Peracarpa），又名山桔梗属、袋果草属，是桔梗科下的一个属，为柔弱、匍匐草本植物。该属仅有肉荚草（Peracarpa carnosa）一种，分布于喜马拉雅至日本。